# Амброзини, Эрнесто
Эрнесто Амброзини — итальянский легкоатлет. На олимпийских играх 1920 года выиграл бронзовую медаль на дистанции 3000 метров с препятствиями. Также на Олимпиаде 1920 года занял 5-е место в командном зачёте бега на 3000 метров, закончив дистанцию на 9-м месте в личном первенстве и на дистанции 800 метров, на которой не смог выйти в финал. Выступал на олимпийских играх 1924 года в беге на 3000 метров с/п, где не смог выйти в финал и в командном зачёте на 3000 метров, где также не попал в призёры.
9 июня 1923 года на соревнованиях в Париже установил мировой рекорд в беге на 3000 метров с препятствиями — 9.36,6. Десятикратный чемпион Италии на различных дистанциях. 
Спортивную карьеру начал в 1912 году. Во время Первой мировой войны был снайпером, получил тяжёлое ранение в пятку. 